# 萊尼斯角
萊尼斯角是南極洲的海岬，位於葛拉漢地西岸，處於布賴德島以南2公里，該海岬由比利時探險隊繪入地圖，現時由南極條約體系管理。
64°54′S 63°5′W / 64.900°S 63.083°W